# Daryl Tan
Daryl Tan (* 18. Dezember 2001) ist ein singapurischer Leichtathlet, der sich auf den Sprint spezialisiert hat.

## Sportliche Laufbahn
Erste internationale Erfahrungen sammelte Daryl Tan im Jahr 2025, als er bei den Asienmeisterschaften in Gumi mit der singapurischen 4-mal-100-Meter-Staffel im Finale disqualifiziert wurde. Anschließend schied er bei den World University Games in Bochum mit 10,78 s in der ersten Runde im 100-Meter-Lauf.
In den Jahren 2024 und 2025 wurde Tan singapurischer Meister in der 4-mal-100-Meter-Staffel.

## Persönliche Bestleistungen
- 100 Meter: 10,53 s (+1,1 m/s), 10. Mai 2025 in Hongkong